# Чёрный, Алексей Петрович
Алексей Петрович Чёрный (род. 1964, Кременчуг, Полтавская область) — советский и украинский учёный, доктор технических наук (2005), профессор (2006), директор Учебно-научного института электрической инженерии и информационных технологий Кременчугского национального университета имени Михаила Остроградского (КрНУ), профессор кафедры систем автоматического управления и электропривода КрНУ. Лауреат Государственной премии Украины в области образования (2018).

## Биография
Родился в 1964 году.
В 1986 году окончил Криворожский горнорудный институт по специальности «электрификация и автоматизация горных работ».
В 1986 году начал научную деятельность, в сфере образования работает с 1988 года. В 1991 году защитил кандидатскую диссертацию «Пусковые системы синхронных двигателей агрегатов Г-Д карьерных экскаваторов».
С 1999 года работает в Кременчугском национальном университете: заведующий кафедрой КТП, доцент кафедры КИС. С 2003 года — профессор кафедры систем автоматического управления и электропривода.
В 2005 году защитил докторскую диссертацию «Мониторинг параметров электрических двигателей электромеханических систем» по специальности 05.09.03 «Электротехнические комплексы и системы». С 2005 года возглавляет Институт электромеханики, энергосбережения и системы управления КрНУ.

## Научная деятельность
За время работы подготовил более 300 научных работ, среди которых 11 монографий, учебник и 8 пособий, более 25 авторских свидетельств СССР и патентов Украины на изобретение.
Руководитель научно-исследовательских работ по следующим основным направлениям научных исследований:
- пусковые системы регулируемых и нерегулируемых электроприводов;
- диагностика и мониторинг электромеханических систем;
- качество преобразования энергии в электромеханических системах;
- виртуальные лабораторные комплексы для учебных процессов и научных исследований.

Главный редактор журналов «Реферативный журнал Института электромеханики энергосбережения и систем управления» и «Инженерные и образовательные технологии», заместитель главного редактора журнала «Электромеханические комплексы и системы», член редакционных коллегий 12 журналов.
Член диссертационного совета по присуждению докторских и кандидатских степеней в КрНУ, член такого совета в Донецком национальном техническом университете (Покровск).
В 2010—2015 годах был членом экспертного совета по энергетике и электронике при Государственной аккредитационной комиссии Украины. Неоднократно принимал участие в работе комиссий по аккредитации как высших учебных заведений в целом, так и отдельных учебных специальностей высших учебных заведений II—IV уровней аккредитации, член научно-методической комиссии по инженерии (подкомиссия 141 электроэнергетика, электротехника и электромеханика) сектора высшего образования Научно-методического совета Министерства образования и науки Украины с 2016 по 2018 год. Эксперт по аккредитации образовательных программ Национального агентства обеспечения качества образования (Наименование) и член экспертной группы МОНУ для проведения оценки эффективности деятельности ЗВО по научным направлениям с 2019 года.
Имеет 4 зарегистрированных в соавторстве патента, в частности Д. Родькиным.

## Награды
- Грамота Министерства образования и науки Украины (2007, 2009);
- Грамота Национальной академии педагогических наук Украины (2010);
- Знак Министерства образования и науки Украины «Отличник образования Украины» (2010);
- Знак Министерства образования и науки Украины «За научные и образовательные достижения» (2015);
- Государственной премии Украины в области образования (2018).